# サウディ・ビンラディン・グループ
サウディ・ビンラディン・グループ（アラビア語: مجموعة بن لادن السعودية Maǧmūʿat Bin Lādin al-Saʿūdiyyah, 英語：Saudi Binladin Group, SBG）は、サウジアラビアジッダに本部を持つ、ビンラディン家（Bin Laden family）所有の建築複合企業、持株会社。なお、アメリカ同時多発テロ事件の首謀者とされるウサーマ・ビン・ラーディンはビンラディン家のメンバーの1人であった。

## 概要
ビンラディン・グループは、サウジアラビアの成長と共に業績を拡大。数々の国家の大型プロジェクトを優先的に受注するとともに、プロジェクトの値決め自体にも大きな影響力を及ぼしてきた。しかし2016年、サウジアラビア政府は、原油安による財政難を受けて国家プロジェクトの停止や支払い延期を行ったことから、ビンラディン・グループは、過去に例のない数万人規模のリストラを余儀なくされた。さらに2017年には、グループ会長のバクル・ビン・ラディンがムハンマド・ビン・サルマーン王太子が率いる新設の汚職摘発委員会に拘束されるなど、政府との関係に大きな変化が生じたことが明らかになっている。

## 業績

### サウジアラビア国内
1. Royal Terminal, ジッダ
2. キング・アブドゥルアズィーズ国際空港, ジッダ
3. Al Faisaliyah Center
4. Madina-Qassim Expressway
5. Um Alqura University, メッカ
6. Lotus Compounds, ジッダ
7. Alameera Noura University
8. アブラージュ・アル・ベイト・タワーズ, メッカ
9. キングダム・タワー, ジッダ、高さ1.6 km、総工費950億円
10. King Abdullah Economic City
11. ジャマラート橋

### サウジアラビア国外
1. Blaise Diagne International Airport, セネガル
2. クアラルンプール国際空港, マレーシア
3. シャールジャ国際空港, UAE
4. University of Sharjah, UAE

## 参照
1. ↑  “One Nation, Indivisible”. Time. (2001年9月24日).  オリジナルの2001年9月16日時点におけるアーカイブ。 2010年5月23日閲覧。
2. ↑  
“Abraj Al Bait: a city within a city”.   Qatar Construction Sites Newspaper. 2008年4月9日閲覧。 [リンク切れ]
3. ↑  “サウジの汚職摘発、経済混乱も　政財界の重鎮を多数拘束”.   ロイター (2017年11月7日). 2020年5月10日閲覧。